# Бриллиантов, Александр Иванович (историк церкви)
Алекса́ндр Ива́нович Бриллиа́нтов (10 августа 1867, село Цыпино, Кирилловский уезд, Новгородская губерния, ныне Вологодская область — 1 июня 1933, Тамбов(?)) — российский и советский историк церкви, богослов, член-корреспондент Российской академии наук.

## До Октябрьской революции
Родился в семье священника Цыпинского погоста Кирилловского уезда (ныне — Вологодская область) Ивана Михайловича Бриллиантова. Брат — исследователь Ферапонтова монастыря Иван Иванович Бриллиантов.
Окончил Кирилловское духовное училище (1881), Новгородскую духовную семинарию (1887) и в Санкт-Петербургскую духовную академию (СПДА) со степенью кандидата богословия, профессорский стипендиат(1891).
С 1892 года законоучитель в двух санкт-петербургских училищах. В 1893—1900 годах преподавал историю и обличение русского раскола в Тульской духовной семинарии. С 1895 года тульский епархиальный миссионер.
В 1898 году защитил магистерскую диссертацию в СПДА на тему «Влияние восточного богословия на западное в произведениях Иоанна Скота Эригены» (присуждена степень магистра богословия).
С апреля 1900 года доцент по кафедре общей церковной истории СПДА, с 1903 года экстраординарный и с 1914 года, после получения степени доктора церковной истории, и до закрытия СПДА в сентябре 1918 года — ординарный профессор.
С 1900 года делопроизводитель Комиссии Священного Синода по старокатолическому и англиканскому вопросам. В 1901—1903 годах участник Религиозно-философских собраний в Петербурге. С 1903 года председатель Библиотечной комиссии СПДА. Сотрудничал с Русским археологическим институтом в Константинополе.
В 1906 году член Предсоборного присутствия при Священном синоде. В 1914 году редактор издания лекций В. В. Болотова. С 1915 года действительный статский советник (1915). Весной 1917 года кандидат на кафедру правящего архиерея Петроградской епархии. Член Предсоборного совета и Поместного собора Православной Российской Церкви, секретарь Собора, секретарь I и член II, XII, XVIII, XIX, XXIII отделов.

## В советское время
С 1918 года преподаватель, затем профессор по кафедре истории Средневековья 1-го Петроградского педагогического института.
В 1919 году избран членом-корреспондентом Российской академии наук по разряду историко-политических наук Отделения исторических наук и филологии.
С 1919 года архивариус, затем заведующий 2-м отделением IV секции Единого государственного архивного фонда. В 1920—1923 годах профессор по кафедре истории Древней Церкви Петроградского богословского института. С 1921 года действительный член Российского палестинского общества и Византийской комиссии АН СССР.
Способствовал сохранению архива и библиотеки СПДА, из её фондов было образовано I отделение Государственной публичной библиотеки (ныне Российская национальная библиотека), где с 1921 года стал библиотекарем I филиального отделения, с 1925 года — главным библиотекарем Государственной публичной библиотеки.
21 февраля 1930 подал заявление об освобождении от работы «ввиду неудовлетворительного состояния здоровья», не дающего возможности «продолжать работу в библиотеке» и с 1 марта был уволен из библиотеки на пенсию.
10 июля 1930 года арестован по так называемому «делу академика Платонова» (Академическому делу) и обвинён в участии в «контрреволюционной организации, возглавляемой Платоновым и ставившей целью свержение власти и восстановление монархического строя». По обвинению в сокрытии от «советского правительства важных архивных фондов государственного значения» были арестованы С. В. Бахрушин, Н. П. Лихачёв, Е. В. Тарле и другие. В феврале 1931 года приговорён к высшей мере наказания, которая была заменена пятью годами концлагеря с конфискацией имущества.
В отношении времени и места смерти информация противоречивая. На официальном сайт Правительства Вологодской области сказано, что А. И. Бриллиантов умер 1 июля 1933 года от дизентерии, во время этапа на пути в Свирлаг. На сайте Российской национальной библиотеки утверждается, что он умер в месте ссылке, в Тамбове. Биобиблиографический словарь востоковедов сообщает, что он был осуждён по статье 58-11 и после досрочного освобождения 26 мая 1932 года умер в ссылке в Тамбове 1 июня 1933 года. Со ссылками на сведения, сообщаемые родственниками, М. Н. Шаромазов пишет, что Александр Иванович предположительно умер в 1934 году. Реабилитирован 30 июня 1989 года.

## Награды
Ордена св. Станислава III и II степени, св. Анны III и II степени, св. Владимира IV степени.